# Cuevas del Valle
Cuevas del Valle – gmina w Hiszpanii, w prowincji Ávila, w Kastylii i León, o powierzchni 19,17 km². W 2011 roku gmina liczyła 540 mieszkańców.